# Elchanan Elkes
Elchanan Elkes (lit. Elchananas Elkesas; hebr. אלחנן אלקס; ur. 1879 w Kalwarii, zm. 17 października 1944 w obozie Landsberg) – litewski lekarz, syjonista, w latach 1941–1944 przewodniczący Judenratu w kowieńskim getcie.

## Życiorys
Urodził się w rodzinie rabina. W dzieciństwie otrzymał religijną edukację, później studiował medycynę na Uniwersytecie w Królewcu. W 1903 uzyskał tytuł doktora neurologii, po czym praktykował w Berezynie. W czasie I wojny światowej służył jako lekarz w armii rosyjskiej.
Od wczesnych lat dwudziestych pracował w kowieńskim szpitalu Bikkur Holim, wśród jego pacjentów znajdowały się zarówno osoby z najwyższych władz Litwy, jak i zbiedniała ludność żydowska. Przez osiemnaście lat był prywatnym lekarzem niemieckiego ambasadora w Kownie. Po wkroczeniu Niemców do miasta w czerwcu 1941 społeczność żydowska poprosiła go o stanięcie na czele Judenratu w kowieńskim getcie – swoje stanowisko objął 4 sierpnia. Jako szef rady starał się ocalić żydowską ludność miasta. Wspomagał żydowski ruch oporu (JAKO).
W wyniku likwidacji żydowskiej dzielnicy w lipcu 1944 został przewieziony do obozu koncentracyjnego w Landsbergu, gdzie zmarł na jesieni 1944.
Jego żona Miriam, w latach II wojny światowej więźniarka Sztutowa, żyła do 1965 w Izraelu. Dzieci Joel i Sara, od 1938 przebywały w Wielkiej Brytanii.